# Raúl Martínez (futbolista argentino)
Raúl Martínez (Ranchillos, Tucumán) fue un futbolista argentino que se desempeñaba como delantero.

## Trayectoria

### Atlético Tucumán
Llegado de Ranchillos, Martínez debutó en Atlético Tucumán en el año 1944. Formó parte de la delantera de los decanos con Juan Armando Benavídez, Leónidas van Gelderen y Francisco Martín, sin embargo le tocó jugar en una época en dónde el título del campeonato anual de la liga tucumana le fue esquivo a Atlético.
Martínez disputó un total de 110 partidos en Atlético Tucumán convirtiendo 86 goles.

### Lanús
Su destacada actuación en el equipo tucumano lo llevó al fútbol porteño. En 1948 llega a Lanús y en su primera temporada terminaría en decimocuarto en la tabla de posiciones. Sin embargo para la temporada siguiente pasaría a River Plate, dónde estaría por 2 temporadas.
En 1951 volvió a Lanús, en el retorno del club granate a la primera división, y finalizó quinto en el campeonato. En el año 1952 jugaría su última temporada con el club del sur de Buenos Aires.

### River
En 1949 llega a River Plate en dónde estaría por 2 temporadas.

### San Lorenzo
En 1953 llega a San Lorenzo, dónde se reencontraría con Juan Armando Benavidez. En el campeonato de 1957 terminaría segundo, por detrás de River Plate y en el de 1958 tercero a tres puntos del campeón, Racing. En 1958 se retira del fútbol.

## Clubes
| Club             | País      |
| ---------------- | --------- |
| Atlético Tucumán | Argentina |
| Lanús            | Argentina |
| River            | Argentina |
| San Lorenzo      | Argentina |